# Landtagswahlkreis Ostholstein-Süd
Der Landtagswahlkreis Ostholstein-Süd (2012: Wahlkreis 19, 2017: Wahlkreis 18) ist ein seit der Landtagswahl 2012 unter dieser Bezeichnung bestehender Landtagswahlkreis in Schleswig-Holstein. Er umfasst vom Kreis Ostholstein die Stadt Bad Schwartau und die Gemeinden Ahrensbök, Ratekau, Scharbeutz, Stockelsdorf und Timmendorfer Strand. Der Wahlkreis ist eine Hochburg der CDU, die lediglich in der Nachkriegszeit sowie bei den Wahlen 1988, 1992 und 2000 der SPD den Sieg überlassen musste.

## Veränderungen und Umbenennung
Bis zur Landtagswahl 2009 trug der Wahlkreis die Bezeichnung Landtagswahlkreis Eutin-Süd und die Nummer 22. Er umfasste vom Kreis Ostholstein die Stadt Bad Schwartau und die Gemeinden Ratekau, Scharbeutz, Stockelsdorf und Timmendorfer Strand.
Zur Landtagswahl 2012 erhielt er Teile der kreisfreien Stadt Lübeck, die wie folgt umschrieben waren: „Ausgehend von der nördlichen Stadtgrenze zur Gemeinde Ratekau (nördlich vom Hof Dänischburg) in südöstlicher Richtung bis zur Eisenbahnüberführung über die Autobahn A 226, dem Eisenbahnverlauf in östlicher Richtung folgend bis südlich des Waldhusener Moorsees, von dort bis zur Einmündung der Straße Olendiek in den Kieselgrund, den gesamten Straßenverläufen Kieselgrund und An der Kehre einschließend bis zur Querung Waldhusener Weg / B 75, von dort dem Waldhusener Weg in nordwestlicher Richtung folgend bis zur Eisenbahn, dieser in östlicher Richtung folgend bis zum Kücknitzer Mühlenbach, diesem in nordöstlicher Richtung folgend bis zur B75, von dort in östlicher Richtung bis zum Westpreußenring, den gesamten Verlauf des Westpreußenrings einschließend bis zur Ecke Pommernring / Buurdiekstraße, den Verlauf der Buurdiekstraße bis zur Dummersdorfer Straße, dieser in östlicher Richtung folgend entlang des Hirtenbergweges (einschließlich des Schmiederedders) bis zum Traveufer im Naturschutzgebiet Dummersdorfer Ufer.“ Im Zuge dieser Gebietsveränderungen erhielt der Wahlkreis seine heutige Bezeichnung.
Zur Landtagswahl 2017 wurden die lübeckischen Gebiete dann wieder aus dem Wahlkreis ausgegliedert und erneut ein dritter Wahlkreis in der Hansestadt eingerichtet. Stattdessen kam die Gemeinde Ahrensbök aus dem bisherigen Wahlkreis Plön-Süd/Eutin hinzu.

### Besonderheiten
Der Lübecker Stadtteil Kücknitz war 2012 in zwei Landtagswahlkreise aufgeteilt, in den Landtagswahlkreis Lübeck-Ost (32) und den Landtagswahlkreis Ostholstein-Süd (19).

## Landtagswahl 2022
Die Landtagswahl 2022 ergab folgendes vorläufiges Ergebnisse:
| Gegenstand der Nachweisung | Gegenstand der Nachweisung | Erst- stimmen | Erst- stimmen | Zweit- stimmen | Zweit- stimmen |
| Bewerber                   | Partei                     | Anzahl        | %             | Anzahl         | %              |
| -------------------------- | -------------------------- | ------------- | ------------- | -------------- | -------------- |
| Wahlberechtigte            | Wahlberechtigte            | 67.246        | 67.246        | 67.246         | 67.246         |
| Wähler                     | Wähler                     | 41.232        | 41.232        | 41.232         | 41.232         |
| Ungültige Stimmen          | Ungültige Stimmen          | 655           | 1,6           | 351            | 0,9            |
| Gültige Stimmen            | Gültige Stimmen            | 40.577        | 98,4          | 40,881         | 99,1           |
| davon                      |                            |               |               |                |                |
| Wiebke Zweig               | CDU                        | 18.432        | 45,4          | 19.886         | 48,6           |
| Sandra Redmann             | SPD                        | 9.355         | 23,1          | 6.811          | 16,7           |
| Catharina Nies             | GRÜNE                      | 6.503         | 16,0          | 6.420          | 15,7           |
| Jörg Hansen                | FDP                        | 2,828         | 7,0           | 2.727          | 6,7            |
| Uwe Resch                  | AfD                        | 2.007         | 4,9           | 1,968          | 4,8            |
| Anja Kosanke               | DIE LINKE                  | 508           | 1,3           | 370            | 0,9            |
| –                          | SSW                        | –             | –             | 1.289          | 3,2            |
| –                          | PIRATEN                    | –             | –             | 86             | 0,2            |
| Christian Görtz            | FREIE WÄHLER               | 533           | 1,3           | 286            | 0,7            |
| –                          | Die PARTEI                 | –             | –             | 160            | 0,4            |
| –                          | Z.                         | –             | –             | 50             | 0,1            |
| René Hoffmann              | dieBasis                   | 411           | 1,0           | 377            | 0,9            |
| –                          | Die Humanisten             | –             | –             | 41             | 0,1            |
| –                          | Gesundheitsforschung       | –             | –             | 40             | 0,1            |
| –                          | Tierschutzpartei           | –             | –             | 280            | 0,7            |
| –                          | Volt                       | –             | –             | 90             | 0,2            |

Neben der erstmals direkt gewählten Wiebke Zweig (CDU) konnten auch Sandra Redmann (SPD) und Catharina Nies (Grüne) über die Landesliste ihrer Parteien in den Landtag einziehen. Der FDP-Direktkandidat Jörg Hansen, der dem Landtag seit Dezember 2017 angehörte, verpasste den Wiedereinzug in den Landtag, da sein Listenplatz aufgrund der Verluste seiner Partei nicht ausreichte.

## Landtagswahl 2017
| Wahlberechtigte        | 67702 |
| Wähler                 | 44762 |
| Nichtwähler            | 22940 |
| gültige Erststimmen    | 44093 |
| ungültige Erststimmen  | 669   |
| gültige Zweitstimmen   | 44366 |
| ungültige Zweitstimmen | 396   |

| Direktkandidat          | Partei  | Erststimmen in % | Zweitstimmen in % |
| ----------------------- | ------- | ---------------- | ----------------- |
| Hartmut Hamerich        | CDU     | 41,7             | 34,8              |
| Sandra Redmann          | SPD     | 32,8             | 26,8              |
| Maria-Elisabeth Fritzen | GRÜNE   | 7,1              | 11,4              |
| Jörg Hansen             | FDP     | 8,0              | 13,4              |
| Jörg-Stefan Witt        | PIRATEN | 1,1              | 1,2               |
| -                       | SSW     | -                | 1,4               |
| Jens Homuth             | LINKE   | 2,4              | 2,7               |
| -                       | FAMILIE | -                | 0,5               |
| Thomas Misch            | FW-SH   | 1.0              | 0,7               |
| Tim Rießen              | AfD     | 5,9              | 6,4               |
| -                       | LKR     | -                | 0,2               |
| -                       | Partei  | -                | 0,3               |
| -                       | Z.SH    | -                | 0,2               |

Neben dem direkt gewählten Wahlkreisabgeordneten Hartmut Hamerich von der CDU, der das Mandat bereits zum vierten Mal erringen konnte, wurden die Kandidaten der SPD, Sandra Redmann, und der Grünen, Marie-Elisabeth Fritzen, über die Landeslisten ihrer Partei gewählt. Der FDP-Kandidat Jörg Hansen, dessen Listenplatz zehn zunächst nicht für ein Mandat gereicht hatte, rückte am 15. Dezember 2017 für seinen Parteifreund Wolfgang Kubicki, der sein Mandat aufgrund der Wahl in den Deutschen Bundestag niedergelegt hatte, in den Landtag nach.

## Landtagswahl 2012
| Wahlberechtigte        | 74583 |
| Wähler                 | 45430 |
| Nichtwähler            |       |
| gültige Erststimmen    |       |
| ungültige Erststimmen  |       |
| gültige Zweitstimmen   |       |
| ungültige Zweitstimmen |       |

| Direktkandidat          | Partei  | Erststimmen in % | Zweitstimmen in % |
| ----------------------- | ------- | ---------------- | ----------------- |
| Hartmut Hamerich        | CDU     | 38,7             | 32,3              |
| Sandra Redmann          | SPD     | 37,8             | 32,0              |
| Jörg Hansen             | FDP     | 5,0              | 9,8               |
| Maria-Elisabeth Fritzen | GRÜNE   | 8,4              | 11,9              |
| -                       | SSW     | -                | 2,3               |
| Jens Michaelis          | LINKE   | 2,2              | 1,8               |
| Mike Weber              | PIRATEN | 7,8              | 7,7               |
| -                       | NPD     | -                | 0,7               |
| -                       | FW-SH   | -                | 0,5               |
| -                       | FAMILIE | -                | 0,9               |
| -                       | MUD     | -                | 0,1               |

Neben dem wiedergewählte Wahlkreisabgeordneten Hartmut Hamerich (CDU) wurden die Kandidaten der SPD, Sandra Redmann, und der Grünen, Marie-Elisabeth Fritzen, über die Landeslisten ihrer Partei gewählt.

## Landtagswahl 2009
Wahlberechtigt waren 52.465 Einwohner.
| Direktkandidat          | Partei  | Erststimmen in % | Zweitstimmen in % |
| ----------------------- | ------- | ---------------- | ----------------- |
| Hartmut Hamerich        | CDU     | 38,2             | 31,7              |
| Sandra Redmann          | SPD     | 31,2             | 26,3              |
| Jörg Hansen             | FDP     | 13,0             | 18,3              |
| Marie-Elisabeth Fritzen | GRÜNE   | 9,8              | 11,5              |
| -                       | SSW     | -                | 2,0               |
| Nuri Dogan              | LINKE   | 4,4              | 5,3               |
| Georg Rasch             | PIRATEN | 1,6              | 1,5               |
| -                       | NPD     | -                | 0,7               |
| Wolfgang Schümann       | FW-SH   | 1,3              | 1,0               |
| -                       | RENTNER | -                | 0,5               |
| -                       | FAMILIE | -                | 0,7               |
| Klaus-Dieter Reichow    | RRP     | 0,5              | 0,3               |
| -                       | IPD     | -                | 0,0               |

Neben dem wiedergewählte Wahlkreisabgeordneten Hartmut Hamerich (CDU) wurden die Kandidaten der SPD, Sandra Redmann, und der Grünen, Marie-Elisabeth Fritzen, über die Landeslisten ihrer Partei gewählt.

## Landtagswahl 2005
Wahlberechtigt waren 58.342 Einwohner.
| Direktkandidat   | Partei  | Erststimmen in % | Zweitstimmen in % |
| ---------------- | ------- | ---------------- | ----------------- |
| Sandra Redmann   | SPD     | 43,4             | 38,5              |
| Hartmut Hamerich | CDU     | 46,9             | 42,7              |
| ?                | FDP     | 6,1              | 7,5               |
| ?                | GRÜNE   | 3,7              | 5,0               |
| -                | SSW     | -                | 1,9               |
| -                | NPD     | -                | 2,1               |
| -                | FAMILIE | -                | 0,9               |
| -                | Andere  | -                | 1,5               |

Neben dem erstmals gewählten Wahlkreisabgeordneten Hartmut Hamerich, der das Mandat für die CDU nach fünf Jahren zurückgewinnen konnte, wurde seine Vorgängerin Sandra Redmann (SPD) über die Landesliste ihrer Partei gewählt.

## Bisherige Abgeordnete
Direkt gewählte Abgeordnete des Wahlkreises Ostholstein-Süd (seit 2012) bzw. des Wahlkreises Eutin-Süd (bis 2009) waren:
| Jahr | Direktkandidat   | Partei | Erststimmen in % |
| ---- | ---------------- | ------ | ---------------- |
| 2022 | Wiebke Zweig     | CDU    | 45,4             |
| 2017 | Hartmut Hamerich | CDU    | 41,7             |
| 2012 | Hartmut Hamerich | CDU    | 38,7             |
| 2009 | Hartmut Hamerich | CDU    | 38,2             |
| 2005 | Hartmut Hamerich | CDU    | 46,9             |
| 2000 | Sandra Redmann   | SPD    | 47,8             |
| 1996 | Reinhard Sager   | CDU    | 40,9             |
| 1992 | Peter Zahn       | SPD    | 44,2             |
| 1988 | Peter Zahn       | SPD    | 53,2             |
| 1987 | Heiko Hoffmann   | CDU    | 45,6             |
| 1983 | Heiko Hoffmann   | CDU    |                  |
| 1979 | Heiko Hoffmann   | CDU    | 51,1             |
| 1975 | Heiko Hoffmann   | CDU    | 52,3             |
| 1971 | Werner Simmann   | CDU    | 54,1             |
| 1967 | Werner Simmann   | CDU    | 46,7             |
| 1962 | Werner Simmann   | CDU    | 44,4             |
| 1958 | Werner Simmann   | CDU    | 42,4             |
| 1954 | Kurt Semprich    | SPD    | 31,5             |
| …    |                  |        |                  |
| 1947 | Heinz Kock       | SPD    | 52,3             |